# Wenzel von Linhart
Wenzel von Linhart (* 6. Juni 1821 in Seelowitz, Mähren; † 22. Oktober 1877 in Würzburg) war ein österreichischer Mediziner. Er war Hofrat, Professor der Chirurgie und Oberwundarzt des Juliusspitals zu Würzburg.

## Leben
Linharts Vater, ein praktischer Arzt und Wundarzt, war nach Brünn übergesiedelt. Wenzel Linhart besuchte dort das Gymnasium. Im Herbst 1838 begann er ein Studium der Medizin in Wien, bei Josef von Berres (1796–1844), wo er 1844 zum Doktor der Medizin promoviert wurde. Im Februar 1845 kam er als Assistent an das von Joseph Wattmann von Maëlcamp-Beaulieu geleitete kaiserlich-königliche Operationsinstitut, wo er nach zweijährigem Kurs Doktor der Chirurgie wurde und das Diplom als k. k. Operateur erhielt.
Von 1845 bis 1849 war er Vorlesungsassistent seines vorherigen Lehrers Johann von Dumreicher über chirurgische Nosologie und Operationslehre und gleichzeitig vom Februar 1847 bis zum März 1849 Secundärchirurg an der II. Chirurgischen Klinik im k. k. allgemeinen Krankenhaus in Wien. Oktober/November 1848 war er Chirurg im Notspital im Augarten (im 2. Wiener Gemeindebezirk). Im März 1849 wurde er Assistent an der zweiten, von Dumreicher geleiteten chirurgischen Klinik.
Er hielt Vorträge über chirurgische Anatomie und operative Chirurgie, habilitierte sich 1852 für operative Chirurgie und wurde Privatdozent für dieses Fach an der Wiener Universität. Nachdem seine Privatpraxis gewachsen war, gab er 1853 seine Stellung im Wiener Spital auf und bereitete die Veröffentlichung von Compendium der chirurgischen Operationslehre, seinem 1856 gedruckten Hauptwerk, vor.
Im April 1856 wurde der über großes operatives Geschick verfügende Wenzel Linhart gegen den Widerstand von Cajetan von Textor, dessen Sohn Karl Textor 1855 vertretungsweise die chirurgische Klinik leitete, als Nachfolger des 1855 verstorbenen Adolf Morawek (1816–1855) als Ordinarius der Chirurgischen Klinik und Oberwundarzt des Juliusspitals nach Würzburg berufen, wo er bis zu seinem Todesjahr 1877 als Vertreter einer konservativen Richtung der Chirurgie wirkte. Der bayerischen Studienreform von 1858 entsprechend führte er vor Studenten auch augenärztliche Operationen durch und leitete eine augenärztliche, der chirurgischen Klinik anhängende, Station. Er befasste sich um 1857 auch mit Erkrankungen der männlichen Harnröhre und der Blase. Zu seinen Assistenten gehörten unter anderem Johannes Andreas Rosenberger, Ottmar Angerer, Joseph Andreas Mais (1855–1883, später praktischer Arzt und Chirurg in Würzburg), von 1866 bis 1869 Andreas Stengel (* 1842, promoviert 1866; später Hofrat und praktischer Arzt in Würzburg), von 1864 bis 1865 Ludwig Seuffert (1840–1865, gestorben an einer Blutvergiftung nach einer von ihm durchgeführten klinischen Sektion – sein Taufpate war der bayerische König Ludwig I.) und Ferdinand Riedinger sowie der spätere Gerichtsmediziner Adalbert Dehler.
In zwei Kriegen unterbrach Linhart seine Lehrtätigkeit in der Klinik. Vertreten wurde er von seinem Assistenten Adalbert Dehler. Für seine Verdienste um die Versorgung der Verwundeten im Krieg gegen Preußen 1866 bei Würzburg wurde Linhart 1867 zum königlich bayerischen Hofrat ernannt sowie mit dem Ritterkreuz des Verdienstordens der Bayerischen Krone ausgezeichnet. Damit verbunden war die Erhebung in den persönlichen Adelsstand. Den Krieg gegen Frankreich machte Linhart 1870/71 als Generalarzt der Bayerischen Armee mit.
Wiederholte Rachenentzündungen führten bei ihm zu Schwerhörigkeit. Im Frühjahr 1877 erkrankte er an einem rasch zunehmendem Zungenkrebs. Bei dem zunehmend ertaubenden Linhart wurde zunächst, von seinem Fakultätskollegen (Nicolaus) Alois Geigel (1829–1887) attestiert, die Diagnose „Neuralgien“ (im Bereich des Lumbal- und Sakralnervs) gestellt und, ergänzt mit der Feststellung einer „Verschwärung der Zunge“, von Heinrich Adolf von Bardeleben und Heinrich Bamberger bestätigt. Am 22. Oktober 1877 starb Linhart in seiner Wohnung am Paradeplatz 2. Er wurde auf dem Würzburger Hauptfriedhof begraben. Sein Nachfolger wurde, nachdem der Oberwundarzt Ferdinand Riedinger von 1877 bis 1878 die Chirurgische Klinik vertretungsweise geleitet hat, am 15. Dezember 1878 Ernst von Bergmann, der 1882 nach Berlin ging.

## Schriften (Auswahl)
- Ueber die Möglichkeit der krampfhaften Einklemmung bei den äußeren Leistenbrüchen. In: Zeitschrift der k. k. Gesellschaft der Aerzte in Wien. Jahrgang 2, 1846
- Ueber ungleiche Länge der Extremitäten und dadurch bedingtes Hinken.
- Ueber Osteophytenbildung.
- Chirurgisch-anatomische Untersuchung über die active Lage der Mandeln zu den Carotiden.
- Ueber eine neue Operationsmethode der Mastdarmfistel.
- Ueber die Schenkelhernie. 1852.
- Vortrag zur Lehre von den kalten Abscessen.
- Ueber Schenkelhalsbrüche.
- Ueber unvollständige Knochenbrüche.
- Die Brüche der unteren Epiphyse des Radius durch Gegenstoß.
- Ueber Entzündung der Cowper’schen Drüsen.
- Therapie der Ganglien an den Schleimscheiden der Finger.
- Compendium der chirurgischen Operationslehre. 1856.[7]